# 犬塚惟重
犬塚 惟重（いぬづか これしげ、1890年7月11日 - 1965年2月19日）は、日本の海軍軍人、ユダヤ研究家。最終階級は海軍大佐。筆名は宇都宮 希洋（うつのみや きよう）。
陸軍の安江仙弘と共に日本軍のユダヤ人問題専門家であった。

## 経歴
蒲池氏庶流犬塚氏出身。本籍佐賀県。佐賀藩士、翻訳家・犬塚浩道の長男として東京で生まれる。
新明きよ子（1910年（明治43年）生まれ）は、毎日新聞婦人記者、帝都日日新聞記者を経て、1939年（昭和14年）春、政府が正式に河豚計画を承認すると同時に、讀賣新聞上海特派員となり、上海で犬塚と初対面し、間もなく、犬塚の妻となった。　

### 軍歴
早稲田中学校を経て、1911年7月、海軍兵学校（39期）を卒業し、1912年12月、海軍少尉に任官。「肥前」「春日」「八雲」「北上」「木曾」「日進」の各分隊長を歴任したほか、海軍大学校選科学生としてフランス語を学んだ。1923年12月、海軍少佐に進級。なお中尉時代に第二特務艦隊所属の駆逐艦・「榊」乗組として、第一次世界大戦に参戦。「榊」は地中海で雷撃を受け、艦首が切断し、艦長・上原太一少佐以下59名が戦死したが、犬塚は混乱した状況で事態収拾に努めている。
その後、「武蔵」運用長、軍事参議官鈴木貫太郎大将・同山下源太郎大将の各副官、舞鶴要港部副官兼参謀、フランス大使館付武官補佐官となる。フランス語を学んだ犬塚であったが、発音が通じずノイローゼ気味となり、一時静養している。1929年11月、海軍中佐へ進級。第1艦隊兼連合艦隊副官、「富士」「球磨」の各副長、運送艦「青島」特務艦長、軍令部第三部出仕などを歴任し、1934年11月、海軍大佐に進級した。軍事普及部委員、上海出張駐在、兼支那方面艦隊司令部付（犬塚機関長）となり、1939年12月、予備役に編入され、引き続き機関長を嘱託された。
太平洋戦争開戦に伴い召集され、支那方面艦隊司令部付（上海在勤海軍武官特別調査部長）、佐世保鎮守府付、「鹿野丸」監督官、「いくしま丸」艦長、第2海上護衛隊司令部付、同運航指揮官、横須賀鎮守府付、第31警備隊司令、横須賀鎮守府付となり1945年5月、召集解除となった。1946年3月から翌年7月まで、マニラにおいて戦犯容疑で拘留された。

### フリーメイソンとの係わり
1939年（昭和14年）夏、犬塚機関が上海のフリーメイソンリーの拠点三ヶ所を強制捜査し、祭祀用具、進級問答集など大量の貴重品を押収した。押収物は「極秘軍令品」として1942年（昭和17年）春に、上海から東京に運ばれた。押収物は新明きよ子が直接運び、自宅の庭に隠していた。戦後、GHQ（そもそも連合国軍最高司令官ダグラス・マッカーサーからして高位階級のフリーメイソンである）は押収物を回収すべくその行方を捜したが、当時、新明きよ子は犬塚と正式には入籍しておらず、犬塚の妻であることを知られていなかったので、その追及を免れることができた。犬塚の死後、未亡人となった犬塚きよ子が、それらの「上海フリーメイソン文書」を公開し、ソ連・支那のメイソンが大東社系である事、当時の中国国民党内部に支那人のメイソンが多数居た事や、彼らがフリーメイソンリーを介してアメリカ・イギリスの意向を汲む行動を取っていた事などが、明らかとなった。

### ユダヤ問題との係わり
戦中の日本の対ユダヤ方針は、英米との関係改善、独・伊との提携強化など、国際情勢の変化で変わっており、犬塚のユダヤへの対応も時期によって異なる。
軍令部第三部（情報担当）勤務時代に、ユダヤ人研究を始める。
1936年（昭和11年）、国際政経学会発行の「国際秘密力の研究」を「宇都宮希洋」のペンネームで分担執筆している。反ユダヤ色の強い論文・評論が中心である。他、若宮卯之助、 桜沢如一らも執筆している。
1939年（昭和14年）3月（4月10日辞令）から1942年（昭和17年）4月まで、日本海軍のユダヤ人問題対策機関「犬塚機関」を指揮している。神明きよ子は犬塚機関の事務方をしていた模様。
1939年（昭和14年）、ナチス・ドイツの対ユダヤ人政策への批判を織りこんだ、「ユダヤ問題と日本」（内外書房）を出版。
犬塚は次のように主張した。
犬塚が「超古代史観」の持ち主であったことがうかがえる。
1939年（昭和14年）、犬塚惟重海軍大佐、安江仙弘陸軍大佐（日本陸軍のユダヤ人問題専門家）、外務省の石黒四郎の3名による「回教及猶太問題委員会」は、「日本は上海郊外にユダヤ人自治区を設立して、さらに多くのユダヤ人を集めるべきである」との見解をまとめた。
ドイツの軍靴がチェコ、ポーランドと進むにつれて、数百万のユダヤ人が世界各地に逃げ出さざるを得ない状態になった。しかし、彼らの目指すアメリカ、中南米、パレスチナなどは、入国査証の発給を非常に制限し、ほとんどシャットアウトの政策であった。そうした中で、入国ビザなしに上陸できたのは世界で唯一、上海の共同租界、日本海軍の警備する虹口地区だけだった。
自治区は設立されなかったが、日本海軍のユダヤ人問題対策の担当であった犬塚は、日本人学校校舎をユダヤ難民の宿舎にあてるなど、上海のユダヤ人の保護に努力した。
1939年（昭和14年）、ユダヤ人問題対策に専念するため、自ら請願して退役して予備役となり、支那方面派遣軍艦隊付きの嘱託になる（12月2日付）。
1941年（昭和16年）12月27日、充員召集令状により現役復帰。
1941年（昭和16年）12月30日、犬塚の具申により、「上海海軍武官府特別調査部」が新設され、その部長になる。
1942年（昭和17年）3月7日、艦隊勤務へ戻るため上海を出航。犬塚の後任には実吉敏郎陸軍大佐が上海に赴いた。
1943年（昭和18年）、フィリピンに転任。
1945年（昭和20年）、結核のため帰国後、5月30日に退役。
1946年（昭和21年）、犬塚は終戦直後に戦犯容疑でGHQに拘束されて、15ヶ月間マニラで服役生活を送る。裁判では、上海でのユダヤ人難民救援活動の功績を認められて、難を逃れた。
1951年（昭和26年）、犬塚の公職追放解除。
1952年（昭和27年）、会長に犬塚惟重、副会長に三浦関造（日本神智学の祖）、名誉会長に三浦の友人である下中弥三郎（啓明会の創立者）、理事に中里義美（戦前の神代史派の拠点「神日本」の主催者）、顧問に山本英輔、佐伯好郎（景教渡来説・日猶同祖論を提唱）、仲木貞一、小笠原孝次、山根キクら偽史関係者、が集う日猶懇話会が発足した。
1982年（昭和57年）、イスラエルのヤド・ヴァシェムで、犬塚の遺品が永久展示されることになった。

## 文献
- 犬塚きよ子『ユダヤ問題と日本の工作』日本工業新聞社、1982年。
- 犬塚きよ子『フリーメイソンのアジア管理』新国民社、1985年。
- 犬塚きよ子『フリーメイソンの占領革命』新国民社、1985年。
- 高木惣吉『自伝的日本海軍始末記』光人社、1971年。